# De Cara Limpa (filme)
De Cara Limpa é um filme brasileiro, de gênero comédia, dirigido por  Sérgio Daniel Lerrer e lançado em 2000 .

## Sinopse
Narra as histórias de nove jovens de classe média baixa  que vivem na cidade de São Paulo, buscando superar as adversidades da vida moderna e garantir uma carreira profissional que lhes garanta estabilidade e condições de sobrevivência, sendo estes personagens adolescentes, com suas dúvidas e inseguranças típicas da idade. Eduardo se esforça para ser ator, freqüenta cursos de arte dramática, não se cansa de participar de casting para comerciais de TV, mas não consegue sequer uma figuração. Laura, sua namorada, também vizinha de bairro, tem pretensões convencionais: faculdade, casamento, filhos. O máximo que seu irmão, Cadão, conseguiu na vida até os 26 anos foi ser dono de uma lojinha de assistência técnica que conserta e comercializa aparelhos usados de TV e de som. Outro personagem paralelo, mas que ajuda a conduzir a história, é Nita, uma senhora com cerca de 70 anos, que prova para a turma que ser jovem de espírito não é uma questão de idade, há também a esotérica da turma (Bárbara Paz), também "mauricinho" de plantão (Luciano Gastti). Também não falta o típico "libelu" de esquerda, vivido pelo VJ da MTV Marcos Mion. 

## Elenco
- Bárbara Paz .... Carol
- Marcos Mion ....André
- Bruna Thedy .... Érica
- Raul Barreto ... Kives
- Tina Rinaldi ... Nita
- Vinícius Campos ... Edu (Eduardo)
- Silvinha Faro ... Laura
- Luciano Gatti  ... Guiga (Guilherme)
- Isis ... Samantha
- Paulo Jordão .... Cadão
- João Paulo Lorenzon ... Fábio
- Luka ...Locutora
- Lucélia Machiavelli ... Janete
- Mara Manzan ... Suzy
- Rita Murai ... Bete
- Leão Lobo ... Doutor
- Beto Silveira ... Professor